# Agrostis suaveolens
Agrostis suaveolens é uma espécie de gramínea do gênero Agrostis, pertencente à família Poaceae.